# Astro (чилийская группа)
Astro — инди- группа из Сантьяго, Чили, образованная в 2008 году.

## История

### Формирование (2008—2009)
Андрес Нуссер и Октавио Кавиарес познакомились в Университете Современной музыки и танцев Чили, где они были студентами. Остальные участники знали друг друга по DJ сцене в Сантьяго. Группа образовалась в 2008 году, когда Нуссер согласился выступить на горнолыжном курорте на юге Чили в обмен на бесплатное трехдневное пребывание там. К сожалению, у Нуссера на самом деле не было группы, поэтому он создал её с Caviares и участниками Moustache!, дуэт, состоящий из Николаса Арансибиа и Даниэля Вараса. Группа ссылается на Питера Гэбриэла, Дэвида Боуи, Genesis и MGMT, которые оказали влияние на их музыку.
В 2009 году группа выпустила свой первый Мини-альбом под названием Le Disc de Astrou. В следующем году группа выступила на мексиканском музыкальном фестивале Vive Latino .

### Астро(2011—2013)
В 2011 году был выпущен первый полноформатный одноимённый альбом Astro. Первым песней с альбома стала «Ciervos», песня, на которую был снят первый видеоклип группы. За ним последовали песни «Colombo» и «Panda» — видеоклип на последнюю был подвергнут цензуре на YouTube. Несмотря на то, что он полностью на испанском языке, альбом привлек внимание американских музыкальных критиков. Один из критиков назвал Astro «заразительно веселым, беззаботным и танцевальным». Он описал их как музыкальных родственников американских групп, таких как MGMT, Animal Collective и Passion Pit.
В 2013 году Astro выступили на Lollapalooza Chicago, Primavera Sound, Mysteryland и многих других фестивалях.
«Panda» вошла в список песен игры FIFA 13.

### Уход Андреса Нуссера (2016)
В мае 2016 года Андрес Нуссер объявил, что покидает группу и что они возьмут перерыв на неопределенный срок после турне по Мексике. Недавно в 2020 году Astro выпустила новый сингл.

## Члены Группы
- Андрес Нуссер — вокал, гитара, клавишные
- Октавио Кавьярес — барабаны, перкуссия
- Николас Арансибия (Lego Moustache) — бас, клавишные, перкуссия
- Даниэль Варас (Zeta Moustache) — клавишные, перкуссия

## Дискография
Альбомы
- Astro (2011)
- Chicos de la luz (2015)

Мини-альбом
- Le disc de Astrou (2009)

Синглы
- «Maestro distorsión» (2009)
- «Ciervos» (2012)
- «Colombo» (2012)
- " Panda " (2013)
- «Hawaii» (2013)
- «Manglares» (2014)
- «Caribbean» (2015)
- «Druida» (2015)
- «Warrior» (2016)